# Kampioenschap van Vlaanderen 2011
Het Kampioenschap van Vlaanderen 2011 werd gereden op vrijdag 16 september en maakte deel uit van de UCI Europe Tour 2011. De 96ste editie van deze wedstrijd, met start en aankomst in Koolskamp, werd gewonnen door Marcel Kittel. De afstand bedroeg 196 kilometer. In totaal bereikten 138 renners de finish.

## Uitslag
| Kampioenschap van Vlaanderen 2011 |                     |                              |          |
| Plaats                            | Naam                | Ploeg                        | tijd     |
| Winnaar                           | Marcel Kittel       | Skil-Shimano                 | 4u16'05" |
| 2                                 | André Greipel       | Omega Pharma-Lotto           | z.t.     |
| 3                                 | Michael Van Staeyen | Topsport Vlaanderen-Mercator | z.t.     |
| 4                                 | Robbie McEwen       | Team RadioShack              | z.t.     |
| 5                                 | Jawhen Hoetarovitsj | Française des Jeux           | z.t      |
| 6                                 | Aleksandr Porsev    | Team Katjoesja               | z.t.     |
| 7                                 | Alexander Kristoff  | BMC Racing Team              | z.t.     |
| 8                                 | Stefan van Dijk     | Verandas Willems-Accent      | z.t.     |
| 9                                 | Joeri Stallaert     | Landbouwkrediet              | z.t.     |
| 10                                | Kevin Peeters       | Landbouwkrediet              | z.t.     |